# تای ایر کارگو
تای ایر کارگو (به انگلیسی: Thai Air Cargo) یک شرکت هواپیمایی با کد یاتا T2 است که در تاریخ ۲۰۰۴ میلادی تأسیس شده است. دفتر مرکزی این شرکت در شهر بانکوک کشور تایلند قرار دارد.